# Inspecteur des chemins

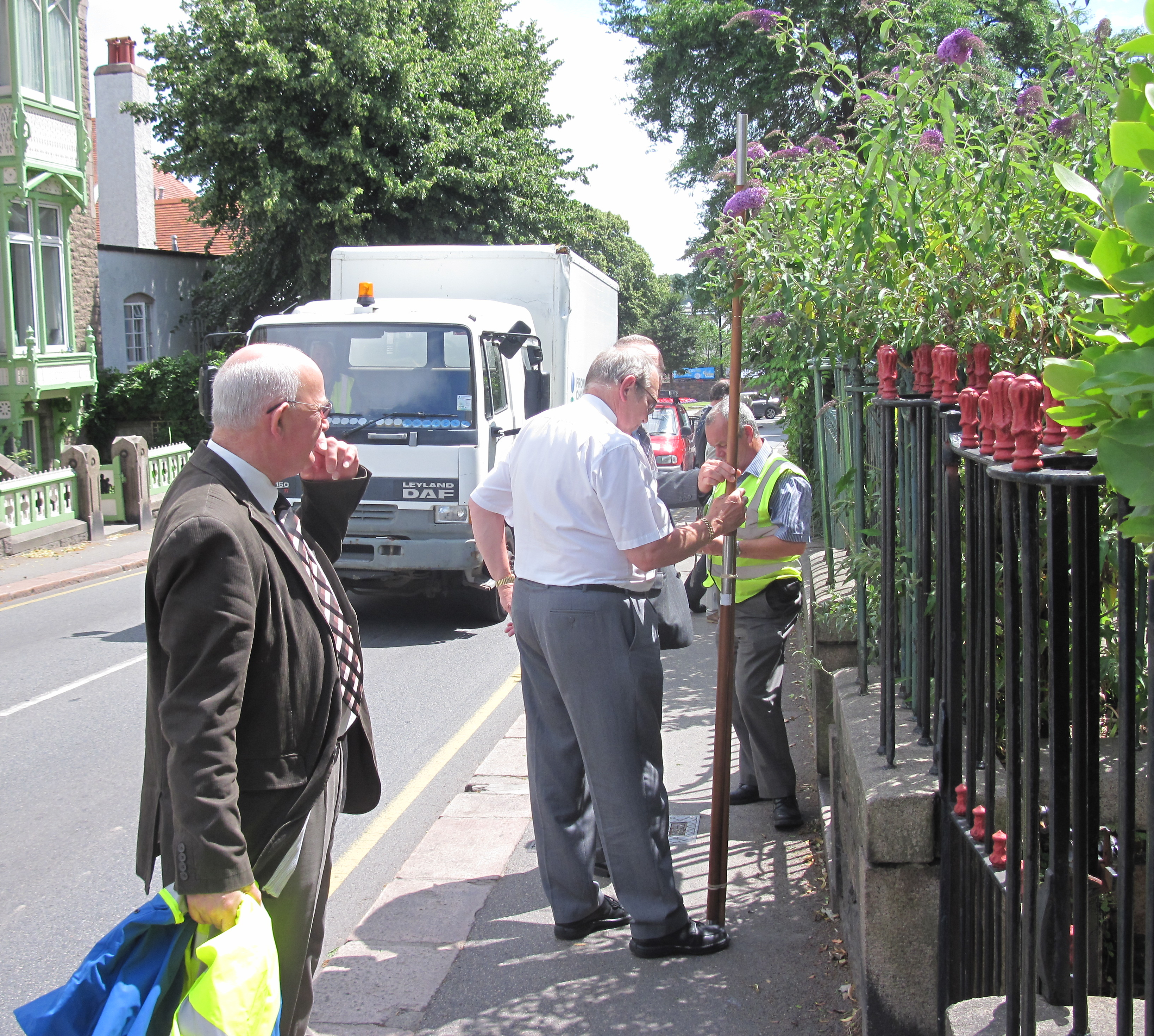
L'inspection des chemins s'effectue lors de la visite du branchage.

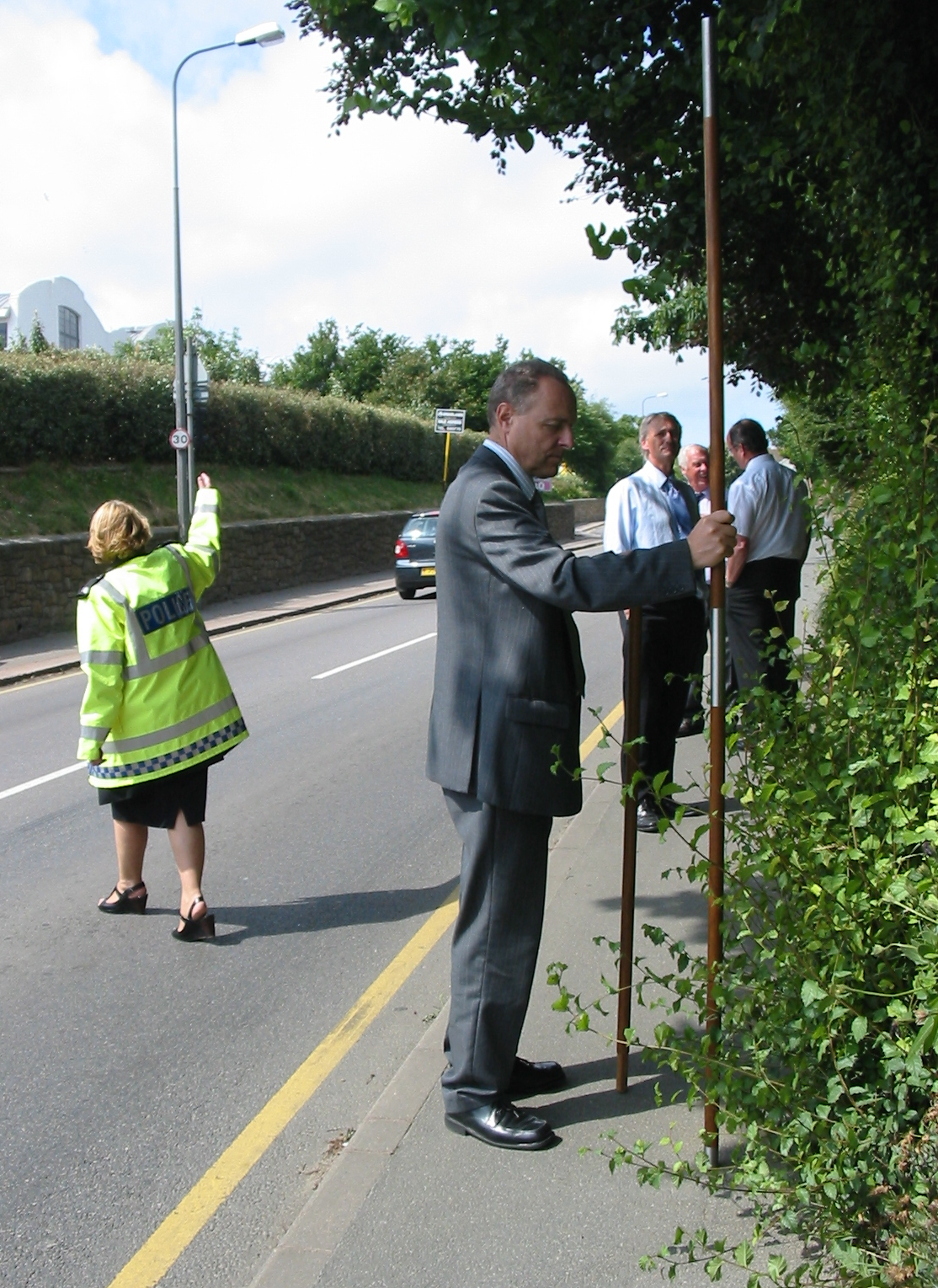
L'inspection des chemins lors de la visite du branchage.

À Jersey et à Guernesey, l'inspecteur des chemins (en jersiais et guernesiais : L's Înspecteurs des C'mîns ; en anglais : Roads Inspector) est un membre du Comité des chemins chargé de contrôler, en coordination avec la police honorifique et le connétable de la paroisse, l'état des voies et notamment le respect de la longueur des plantations le long de tous les axes routiers de l'île. 

## Jersey
L'assemblée paroissiale élit deux inspecteurs par vingtaine dans chaque paroisse de l'île (et par « cueillette » (tchilliettes en jersiais) pour la paroisse de Saint-Ouen). Les inspecteurs des chemins sont élus pour trois ans conformément à la Loi sur la Voirie de 1914.
L'inspection des chemins permet de contrôler l'état des routes et de signaler toute réparation à prévoir. Les inspecteurs des chemins sont précédés par les « voyeurs », spécialement assermentés, qui sont censés signaler tout objet susceptible d'une infraction ou d'un signalement aux inspecteurs.
Les inspecteurs des chemins s'assurent que les directives du Comité des chemins ont été appliquées. Ils participent aux deux visites du branchage annuelles et à la « visite royale » qui s'effectue tous les trois ans. Toute infraction est notée par le « sergent de justice ».
Dans la paroisse de Saint-Hélier, les inspecteurs des chemins doivent de plus assurer la régulation de la circulation routière ainsi que le contrôle de la propriété des chiens et de l'affichage sur la voie publique.

## Guernesey
L'inspection des chemins est plus souple et n'a lieu que tous les trois ans. La « visite des chemins du Roy » s'effectue normalement tous les trois ans, voire plus dans certaines paroisses. Les inspecteurs effectuent alors « La Chevauchée de Saint-Michel » ou « La Chevauchée de sa Majesté » qui est l'équivalent de l'inspection des chemins à Jersey. Ce contrôle date d'une charte du Moyen Âge de l'évêque de Coutances. Elle avait pour principal objet de débarrasser les routes et les chemins de tout objet encombrant (notamment branches, ronces, pierres, etc.) entravant la circulation des gens, des bêtes et des biens.
De nos jours, le contrôle de la voirie de Guernesey est effectuée par les « douzeniers » qui composent la « Douzaine ». Celle-ci représente l'administration de chaque paroisse de Guernesey.